# Hughes Springs
Hughes Springs – miasto w Stanach Zjednoczonych, w stanie Teksas, w hrabstwie Cass.